# 大宮大台インターチェンジ

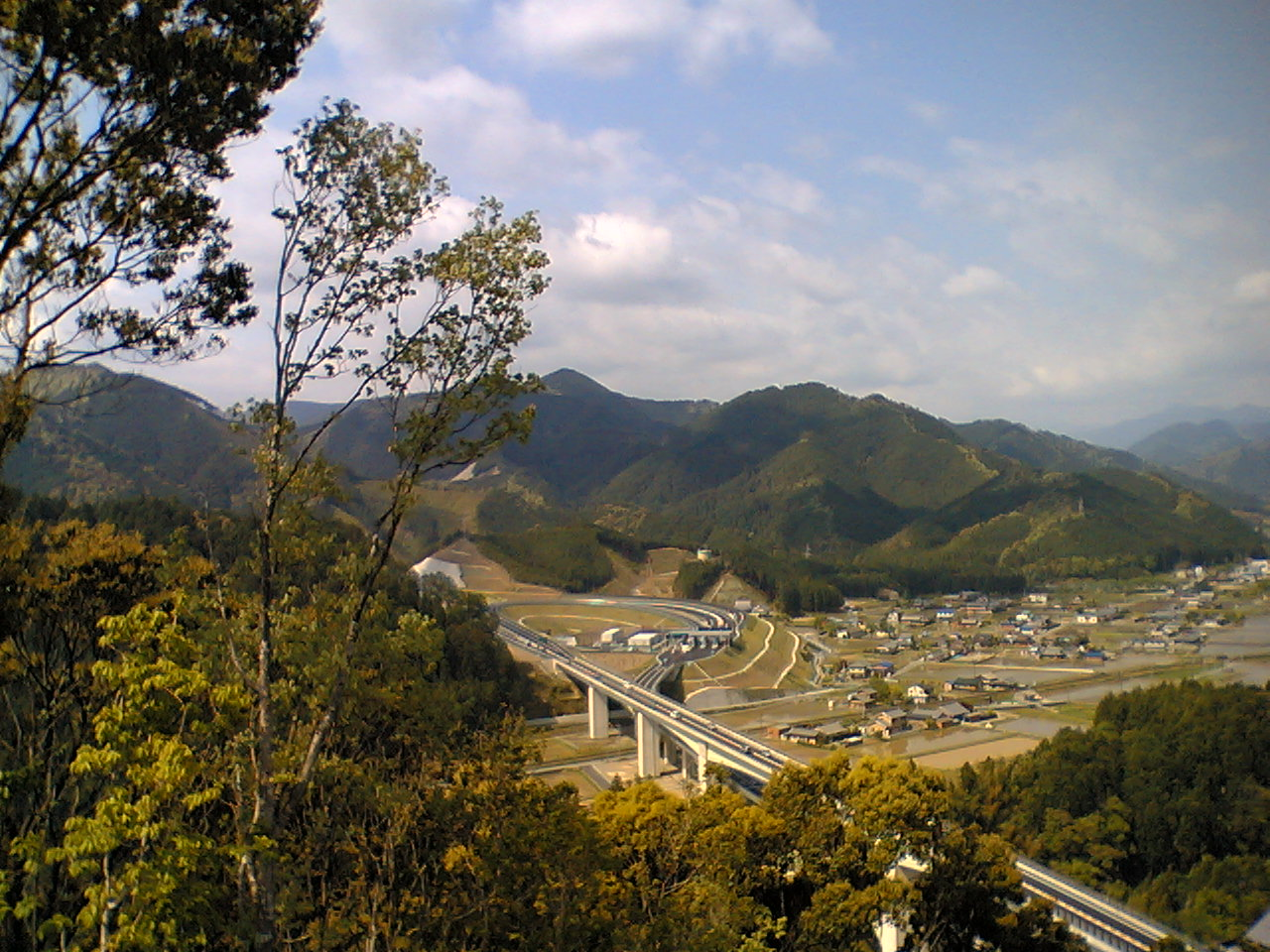
大宮大台IC付近にて撮影

大宮大台インターチェンジ（おおみやおおだいインターチェンジ）は、三重県多気郡大台町にある紀勢自動車道のインターチェンジである。
日本道路公団の分割民営化後、中日本高速道路株式会社となってからの、初めての開通区間となった。

## 道路
- E42 紀勢自動車道（1番）

## 歴史
- 2006年（平成18年）3月11日 : 勢和多気JCT - 大宮大台IC間開通に伴い供用開始。
- 2009年（平成21年）2月7日 : 大宮大台IC - 紀勢大内山IC間開通。

## 周辺
- 大台町役場
- 大台警察署
- 大台郵便局
- 大紀町役場
- 瀧原宮 （伊勢神宮別宮）
- 若宮・長由介・川島神社（瀧原宮所管社）
- 多岐原神社 （伊勢神宮摂社）
- 道の駅奥伊勢おおだい
- 道の駅奥伊勢木つつ木館
- JR紀勢本線 三瀬谷駅
- JR紀勢本線 滝原駅
- 阿曽温泉
- 宮川
- 三瀬谷ダム

## 接続する道路
- 国道42号

## 料金所
ブース数：5

### 入口
- ブース数：2
  - ETC専用：1
  - ETC/一般：1

### 出口
- ブース数：3
  - ETC専用：2
  - 一般：1

## 隣
E42 紀勢自動車道
(39) 勢和多気IC - 奥伊勢PA - (1) 大宮大台IC - (2) 紀勢大内山IC